# Kristen mission
Kristen mission, et organiseret forsøg på udbredelse af kristendommen til anderledes-troende, tager udgangspunkt i den opstandne Jesu ord "Gå ud i alverden og prædik evangeliet for hele skabningen" (Mark 16,15) og i missionsbefalingen.
Missionen kan opdeles i:
- Ydre mission, der er den oprindelige betydning, og
- Indre mission, der søger at genkristne det moderne, verdslige samfund.

| Religion | Spire Denne religionsartikel er en spire som bør udbygges. Du er velkommen til at hjælpe Wikipedia ved at udvide den. |